# Angraecum triangulifolium
Angraecum triangulifolium är en orkidéart som beskrevs av Karlheinz Senghas. Angraecum triangulifolium ingår i släktet Angraecum och familjen orkidéer. Inga underarter finns listade i Catalogue of Life.